# Chotěšov, Litoměřice
Chotěšov là một làng thuộc huyện Litoměřice, vùng Ústecký, Cộng hòa Séc.